# Wilfrid Lacroix
Pour l’article homonyme, voir Lacroix.
Wilfrid Lacroix (6 mars 1891-30 août 1970) est un architecte et homme politique fédéral québécois.

## Biographie
Né à Québec, il travaille comme architecte et l'une de ses œuvres est le pavillon Gérard-Morisset du Musée national des beaux-arts du Québec qui ouvrit ses portes en 1933. Il entame sa carrière politique en servant comme échevin dans le conseil municipal de Québec de 1928 à 1933.
Élu député Parti libéral du Canada dans la circonscription fédérale du Québec—Montmorency en 1935, il est réélu en 1940. Il quitte le caucus libéral en 1944 pour siéger comme libéral indépendant jusqu'en 1949. Réélu en 1953 et en 1957, il est défait par le progressiste-conservateur Robert Baron Lafrenière en 1958.
En 1939, il présente à la Chambre des communes une pétition réunissant 127 364 signatures, amassées par la Société Saint-Jean-Baptiste dénonçant l'immigration et spécialement l'immigration des Juifs. Peu après, lorsque le gouvernement déclare la guerre à l'Allemagne et entra dans la Deuxième Guerre mondiale, Lacroix et son collègue libéral Liguori Lacombe introduisent un amendement de non-participation à la guerre avec pour objectif de montrer l'hésitation des Canadiens français à joindre les Britanniques dans le conflit. En 1944, il quitte le caucus libéral avec trois autres députés libéraux, pour s'allier au mouvement contre la conscription dirigé par Frédéric Dorion. Lors de son passage sur les banquettes de l'opposition, il déclare Trahison au premier ministre William Lyon Mackenzie King.